# Carlos Echeverría Zudaire
Carlos Echeverría Zudaire (Aramendia, Allín, 4 de novembre de 1940) és un ciclista navarrès, ja retirat, que fou professional entre 1961 i 1971. En el seu palmarès destaquen dues etapes de la Volta a Espanya, el 1965 i 1966, edició que finalitzà en tercera posició, i dues edicions de la Bicicleta Eibarresa.

## Palmarès
- 1962
  - 1r a la Volta a La Rioja i 1r de la classificació de la regularitat
  - 1r a la Prova de Legazpi
- 1963
  - 1r a la Volta a La Rioja i vencedor d'una etapa
  - 1r al Trofeu Drink (etapa de la Setmana Catalana)
  - 1r al G.P.Tafalla
  - 1r al G.P.Pinzales
  - 1r a la Carrera Nacional
- 1964
  - 1r al Gran Premi de la Bicicleta Eibarresa, vencedor d'una etapa i 1r de la classificació de la regularitat
  - 1r al Trofeu Drink (etapa de la Setmana Catalana)
  - 1r al G.P. La Encina
  - 1r a la Volta a Àvila i vencedor d'una etapa
  - Vencedor d'una etapa de la Volta a La Rioja
- 1965
  - 1r al Gran Premi Pascuas
  - 1r al G.P.Tafalla
  - 1r al G.P.San Lorenzo
  - Vencedor d'una etapa de la Volta a Espanya
  - Vencedor d'una etapa de la Volta a La Rioja
  - Vencedor de 2 etapes de la Volta a Àvila
- 1966
  - 1r al G.P.Billabona
  - 1r al Trofeo Antonio Blanco
  - 1r al Campionat Basco-navarrès de muntanya
  - Vencedor d'una etapa de la Volta a Espanya
  - Vencedor d'una etapa de la Dauphiné Libéré
- 1967
  - 1r al Gran Premi de la Bicicleta Eibarresa
- 1968
  - 1r als Tres Días de Leganés
- 1969
  - 1r al Gran Premi de València
- 1970
  - 1r al Gran Premi de Primavera
  - Vencedor d'una etapa de la Volta al País Basc
  - 1r a la Volta a La Rioja, vencedor d'una etapa, 1r de la classificació de la regularitat i de les Metes Volants

### Resultats a la Volta a Espanya
- 1963. 25è de la classificació general
- 1964. 18è de la classificació general
- 1965. 5è de la classificació general. Vencedor d'una etapa
- 1966. 3r de la classificació general. Vencedor d'una etapa
- 1967. 16è de la classificació general
- 1968. 8è de la classificació general
- 1969. 9è de la classificació general
- 1970. 24è de la classificació general

### Resultats al Tour de França
- 1963. Abandona (3a etapa)
- 1964. Abandona (7a etapa)
- 1965. 53è de la classificació general
- 1966. 25è de la classificació general
- 1968. 29è de la classificació general

### Resultats al Giro d'Itàlia
- 1967. 17è de la classificació general